# عيسى إسماعيل راشد
عيسى إسماعيل راشد (بالإنجليزية: Essa Ismail Rashed) (ولد 14 ديسمبر 1986 باسم دانيال كبكوسجي) رياضي لاعب في ركض المسافات الطويلة ويمثل قطر في ألعاب القوى بعد ان كان يمثل كينيا سابقاً.
حصل على العديد من الميداليات ومنها الذهبية.

## وصلات خارجية
- عيسى إسماعيل راشد على موقع الاتحاد الدولي لألعاب القوى (الإنجليزية)
- عيسى إسماعيل راشد على موقع الدوري الماسي (الإنجليزية)
- عيسى إسماعيل راشد على موقع أوليمبيديا (الإنجليزية)